# Ликторас, Мария
Мария Ликторас (пол. Maria Liktoras; род. 20 февраля 1975, Минеральные Воды, Ставропольский край) — украинская и польская волейболистка, чемпионка Европы 2003 года в составе сборной Польши.

## Спортивная биография
Мария Ликторас родилась в Минеральных Водах, в детстве жила в Ашхабаде, затем в Одессе. Играть в волейбол начала в одесской ДЮСШ № 2 в 14 лет, ранее увлекалась плаванием и лёгкой атлетикой.
Первым клубом в карьере Марии Ликторас было одесское «Динамо-Дженестра», в котором она провела 5 сезонов. В 1997 году из-за разногласий с тренером покинула «Динамо-Дженестру» и переехала в Польшу. В сезоне 1997/98 годов выступала за «Хемик» (Полице), со следующего года начала играть в команде «Нафта-Газ» из Пилы. В 2001 году получила польское спортивное гражданство. В составе клуба из Пилы Ликторас выиграла четыре титула чемпионки Польши.
Летом 2003 года Мария Ликторас не участвовала в тренировочных сборах национальной команды Польши, не была заявлена на августовский отборочный турнир Гран-при, однако непосредственно перед стартом чемпионата Европы в Турции тренер сборной Польши Анджей Немчик решился внести изменение в состав команды и вызвал Марию Ликторас. Первый матч за сборную она провела в начале сентября 2003 года на международном турнире в Италии, а 27 сентября во второй партии полуфинального матча чемпионата Европы успешно вошла в игру со скамейки запасных и помогла команде одержать победу в пяти партиях над сборной Германии. В финале чемпионата польские волейболистки убедительно переиграли сборную Турции и завоевали золотые медали.
После чемпионата Европы-2003 Мария Ликторас выступала за «Виняры» из Калиша, в 2005 году выиграла свой пятый титул чемпионки Польши. Затем играла в России: за «Балаковскую АЭС» (2006/07) и московское «Динамо» (2007/08).
В 2004—2008 годах Мария Ликторас регулярно входила в состав сборной Польши на всех крупных соревнованиях, за исключением чемпионата Европы 2005 года, который пропустила из-за травмы. В 2008 году была участницей Олимпийских игр в Пекине, где польская сборная дошла до четвертьфинала. После Олимпиады завершила спортивную карьеру.
С 2010 года Мария Ликторас работает в городском совете Щецина.

## Достижения
- Чемпионка Европы (2003).
- Серебряный призёр чемпионата Украины (1995/96).
- 5-кратная чемпионка Польши (1998/99—2001/02, 2004/05), серебряный призёр чемпионата Польши (2003/04).
- 3-кратная обладательница Кубка Польши (1999/00, 2001/02, 2002/03), финалистка Кубка Польши (2004/05).
- Серебряный призёр чемпионата России (2007/08).
- Финалистка Кубка России (2007), лучшая подающая «Финала четырёх»[5].
- Участница «Финала четырёх» Кубка европейских чемпионок (1999/2000).